# Duco Hoogland
Duco Hoogland (Berkel en Rodenrijs, 14 september 1984) is een Nederlands voormalig politicus namens de PvdA.
Hoogland werd in 2006, 21 jaar oud, gekozen in de gemeenteraad van Rotterdam. In 2010 werd hij medewerker van de Rotterdamse wethouder van Wonen, Stedelijke Economie, Vastgoed en Ruimtelijke Ordening Hamit Karakus. Van 8 november 2012 tot 23 maart 2017 was Hoogland lid van de Tweede Kamer namens de PvdA en woordvoerder verkeer en vervoer.
- Parlement.com: vj46mgk2f2p7